# Шчебжешин
Шчебжешин (пољ. Szczebrzeszyn) град је у Пољској у Војводству лублинском. По подацима из 2012. године број становника у месту је био 5276.

## Становништво
| 2012. |
| ----- |
| 5.276 |